# لائورا سیتارلا
لائورا سیتارلا (انگلیسی: Laura Citarella؛ زادهٔ ۱۹۸۱) کارگردان، فیلم‌نامه‌نویس و تهیه‌کننده فیلم اهل آرژانتین است. از او به عنوان یکی از چهره‌های جنبش سینمای نوین آرژانتین یاد می‌شود.